# 小鷹 (水雷艇)
小鷹(こたか)は、日本海軍の水雷艇。艦名は小型の鷹類の総称を意味する。

## 概要
イギリス・ヤーロー社で建造。水雷艇の航洋性の低さを補うために当時の水雷艇が排水量50トン前後だったところを約200トンとし、自力で襲撃地点まで進出できるような大きさとした。
ヤーロー社では6隻の同型艇の建造を予定していたが結局本艇1隻の建造に終わった。
水雷艇誕生間もない時期の一種の試作といえる艇である。
完成後には航洋性のテストを兼ねて西日本各地を回っている。
日清戦争では1895年(明治28年)2月5日に第一艇隊を率いて威海衛港内に侵入、「来遠」転覆、「威遠」、「宝筏(ほうばつ)」撃沈の戦果を上げた。
日露戦争では老齢のため内地警備に従事している。

## 艦型

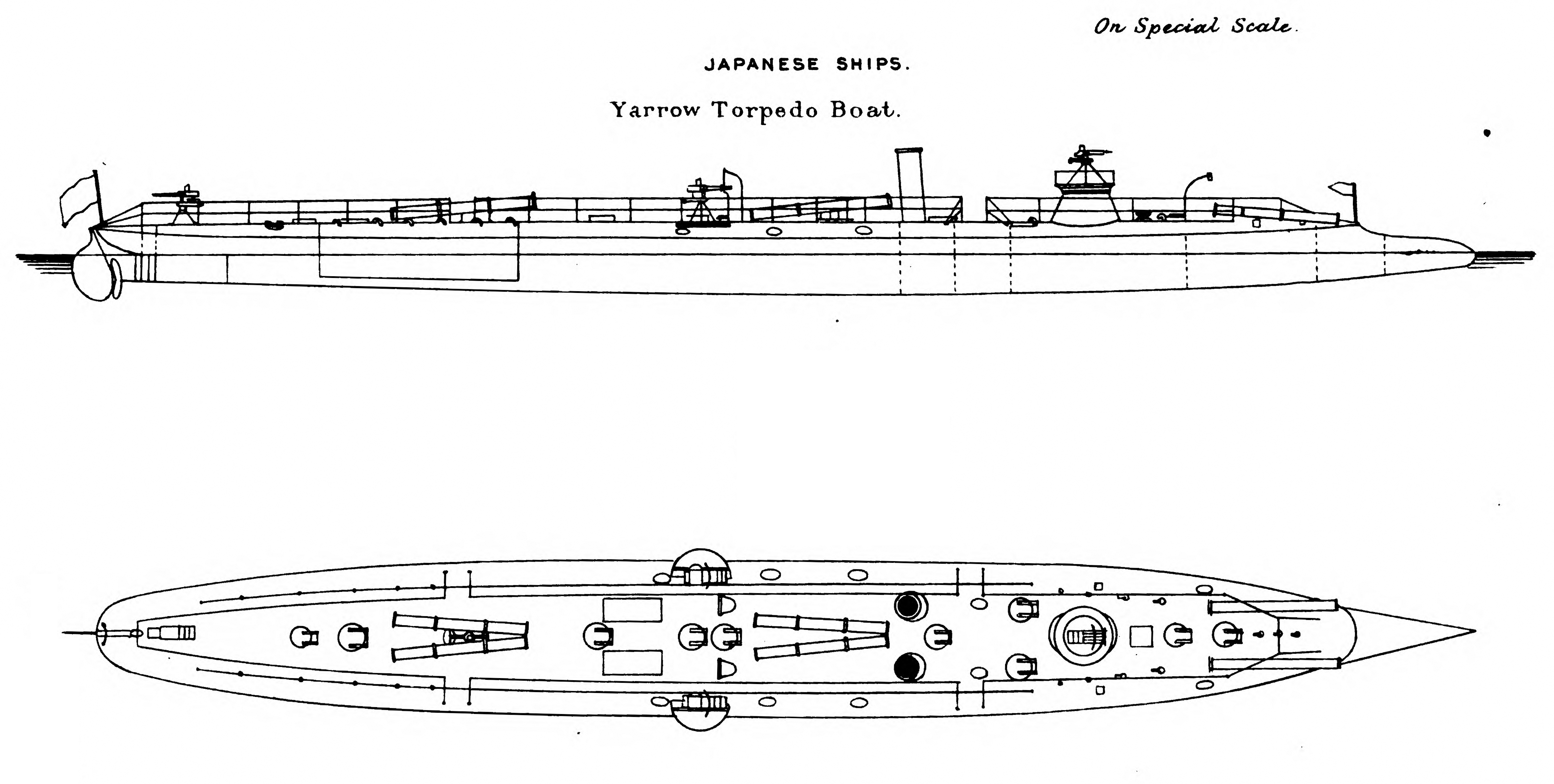
「小鷹」艦型図

艦首に顕著な衝角を持つが水線長を延長し船体抵抗を減らすためと衝突時に魚雷発射管の損傷を防ぐためといわれる。
機関部舷側には厚さ1インチ(25.4mm)の軽い装甲も施し、対水雷艇に用いられた小砲に対抗した。装甲の存在から「Protected Torpedo Boat」と称された。

### 機関
ボイラーは汽車缶2基で、蒸気圧力は130ポンド/平方インチ(9.15kg/cm2)、強圧送風機械2基を装備した。
主機は直立2段2気筒機械2基。
推進器は鋼製グリフィス形2翼で、2軸推進だった。
その他に朱式魚雷用に
カセロフスキー式空気圧縮ポンプを装備した。

### 要目
計画要目は長さ166 ft (50.597 m)。
船体寸法は『帝国海軍機関史』によると以下の通り。
- 長さ50.29m
- 幅5.791m
- 吃水5 ft (1.524 m)

## 艦歴
ヤーロー社で製造、横須賀造船所で組み立てた。
1886年(明治19年)9月7日、横須賀造船所で龍骨据付(起工)、
1887年(明治20年)1月21日進水、
3月29日小鷹と命名された。
1888年(明治21年)4月9日、横須賀鎮守府水雷術練習艦附属から長浦水雷営附属へ所轄変更。
6月に船体・機関共に工事完成、8月15日に「小鷹」は横須賀造船所から水雷営に引き渡された。
『帝国海軍機関史』によると10月10日に組立が完了した。
1889年(明治22年)
6月11日、小鷹、第1、第2、第3、第4水雷艇の5隻は横須賀水雷隊攻撃部に所属する。
1895年(明治28年)

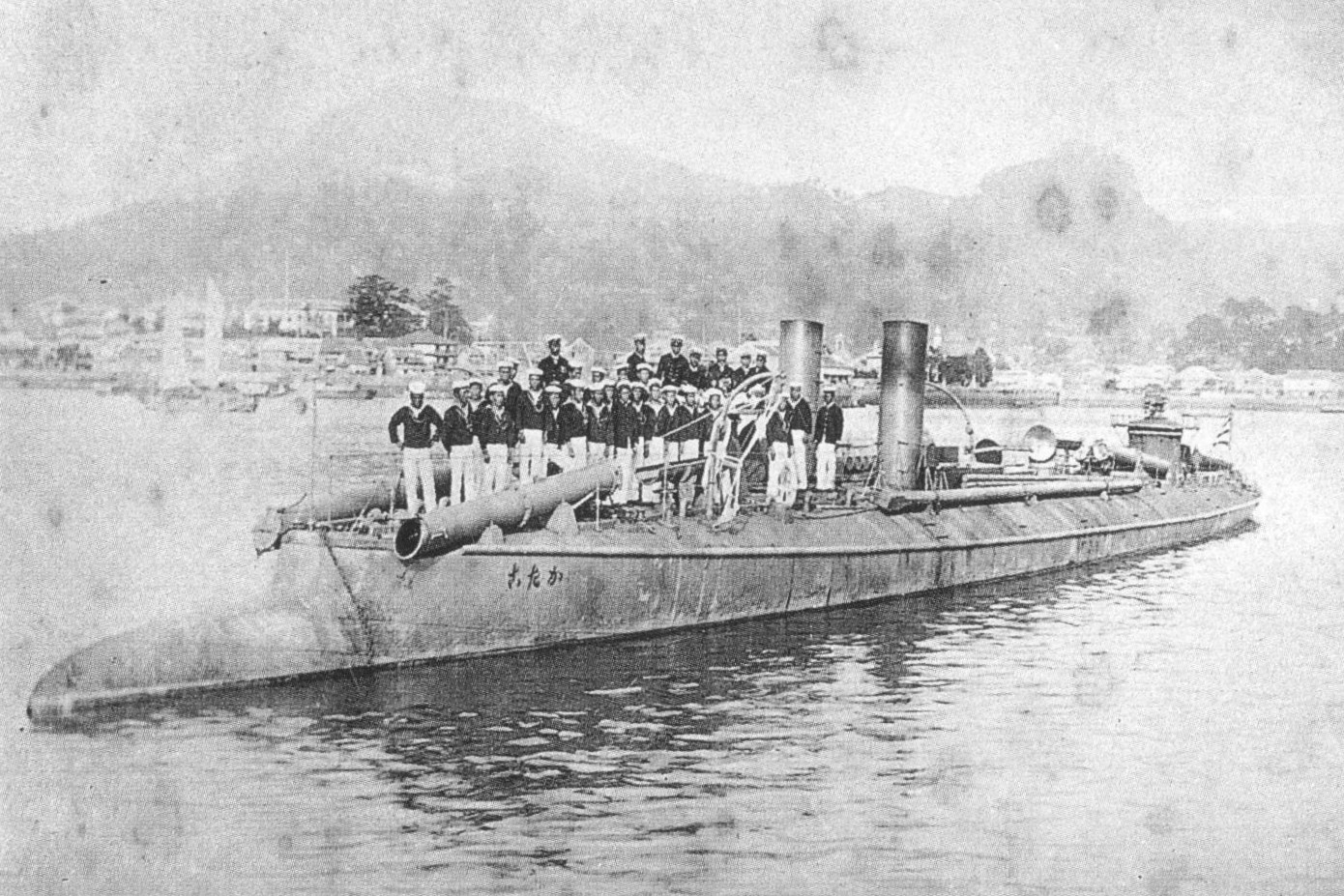
日清戦争時、佐世保軍港に停泊する「小鷹」

7月23日、「小鷹」は第1水雷艇隊から横須賀水雷隊攻撃部附属に所属が変更された。
1908年(明治41年)4月1日除籍。

### その後

#### 海軍機関学校練習船
その後は練習船となった。
1916年(大正5年)
3月1日、海軍機関学校所属練習船「小鷹」はその所属を解かれた。
横須賀海軍工廠の調査が行われ機関は修理をすれば使えるが、船体は老朽化が進んで廃船処分が適当と報告され、
4月11日に「小鷹」廃船処分の上申、
4月28日廃船処分が認許された。
主機械とその補機類は海軍機関学校生徒の実習として分解、陸上に移転して再組立された。
5月3日に船体は海軍機関学校から横須賀海軍工廠へ引き渡された。

#### 水雷標的船

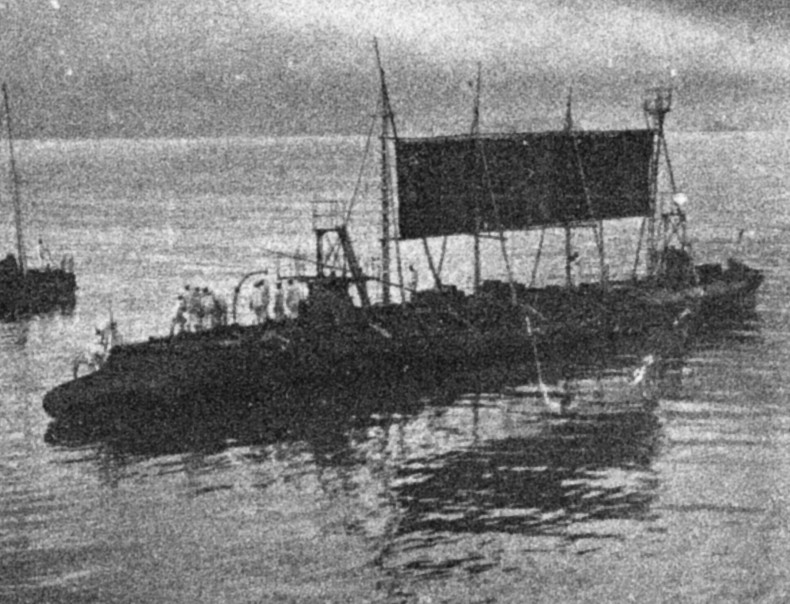
1918年(大正7年)、鎮海湾での「小鷹丸」

同年(1916年)9月29日、廃船処分が訓令されていた旧「小鷹」の船体を水雷標的船に改造するよう、横須賀鎮守府宛に訓令が出された。
12月12日には来年4月中に改造を終えて佐世保海軍港務部に配属するように通達が出された。
1917年(大正6年)
2月9日に旧水雷艇「小鷹」は雑役船(標的船)に編入され「小鷹丸」と命名、
6月14日付で佐世保海軍港務部所属となり、
6月15日に第三艦隊の訓練の為に呉海軍港務部から第五駆逐隊に引き渡された。
1918年(大正7年)の夏には朝鮮半島南部の鎮海湾に進出した。
1920年(大正9年)7月1日に「小鷹」に改名した。
1921年(大正10年)、佐世保港に潜水艦錨地を整備するに当たり、適当な「小鷹」の繋留地が無いために廃船が検討された。

#### 佐世保港橋船
1922年(大正11年)
1月16日に「小鷹」を潜水艦員上陸用の橋船に改造することが上申され、
4月26日認許された。
マストを撤去、甲板上に長さ36ft・幅12ftの範囲で木張り、長さ8ft・幅4ftの範囲で鉄板張りが追加され、両舷に幅2ftの舷梯を設置、船体は赤塗(防錆)塗装の上に黒塗り塗装とされた。
1926年(大正15年)
4月の時点で船体は腐食が進み、水線付近に空いた穴には応急処置で木片を詰めただけで、いつ沈没してもおかしくない状況だった。
9月18日還納船舟に編入され、9月26日佐世保防備隊から佐世保海軍港務部へ引き渡し、
10月11日に廃船、
12月2日付で佐世保海軍工廠へ引き渡された。
1927年(昭和2年)
1月11日、船体は1,558円で佐世保市八木儀道に売却された。

## 信号符字
- GQDP(1888年11月5日-)[46]

## 公試成績
| 実施日        | 種類   | 排水量 | 回転数 | 出力 | 速力         | 場所 | 備考     | 出典   |
| ------------- | ------ | ------ | ------ | ---- | ------------ | ---- | -------- | ------ |
| 1888年4月18日 | 試運転 |        |        |      | 15.654ノット |      | 続航運転 | [ 47 ] |
| 1888年4月18日 | 試運転 |        |        |      | 17.835ノット |      | 全力相当 | [ 47 ] |